# Bacalar
Bacalarⓘ – miejscowość w Meksyku, na półwyspie Jukatan, w prowincji Quintana Roo. Miasto jest położone nad jeziorem Bacalar zwanym też „Laguną Siedmiu Kolorów”. Nazwa miejscowości oznacza "wśród trzcin". Bacalar od 2006 r. jest jednym z Pueblos Mágicos, "magicznych miast" z programu Ministerstwa Turystyki Meksyku. 
Jezioro Bacalar cierpi obecnie przez niekontrolowany rozwój turystyki, w tym głównie przez ścieki z hoteli oraz zanieczyszczenia z motorówek zabierających turystów na rejsy – zagraża to miejscowemu ekosystemowi, w tym niezwykle cennym stromatolitom. Film dokumentalny o zagrożeniu ekologicznym jeziora Bacalar The Voice of the Lagoon stworzyła polska fotografka i reżyserka Kamila Chomicz. W 2018 r. meksykański artysta Gran Om wraz wokalistkami muzyki reggae i hip hop nagrał piosenkę solidarnościową Alerta Bacalar, której tekst zwraca uwagę na problemy ekologiczne jeziora.

## Historia
Pierwsze ślady osadnictwa ludu Itzaes kultury Majów pochodzą z początku V wieku. W XV wieku ważny port przeładunkowy w handlu z ludami zamieszkującymi dzisiejsze terytorium Hondurasu. W 1531 roku na rozkaz Francisco de Montejo hiszpański konkwistador Alonso Dávila założył tu osadę Villa Real, która jednak ze względu na częste ataki Majów została wkrótce opuszczona. Powtórny podbój przez Hiszpanów zakończył się w 1544 założeniem osady Salamanca de Bacalar przez Melchiora Pacheco. 
W 1653 r pirat Diego el Mulato z Kuby zbiszczył Bacalar i spustoszył okolicę. W 1848 r. w czasie wojny kast Bacalar przeszło pod panowanie zbuntowanych Majów z Chan Santa Cruz (obecnie Felipe Carillo Puerto), by rok później zostać odzyskane przez siły rządowe. Z odwetem przyszli Majowie, mordując białych mieszkańców i niszcząc miasto, które zostało odbudowane dopiero na początku XX wieku. 

## Zabytki i atrakcje turystyczne
- Fort San Felipe zbudowany w 1733 roku w celu ochrony miasta przed atakami piratów. W forcie znajduje się również Muzeum Historyczne, którego ekspozycja związana jest z historią regionu[8].
- Jezioro Bacalar jezioro słodkowodne o 42 km długości i 4 km szerokości[8], płytkie wody dają odcień wody niebiesko-zielony stąd też zwyczajowa nazwa jeziora – Laguna Siedmiu Kolorów.
- Cenote Azul o głębokości 90 metrów[8].